# Jauja
Jauja (Quechua: Shawsha, ehemals span. Xauxa) ist eine Stadt in der peruanischen Region Junín und die Hauptstadt der gleichnamigen Provinz (83.257 Einwohner, Stand 2017). Jauja hat 17.908 Einwohner (Stand 2017). Die Stadt liegt im Tal des Flusses Mantaro in einer Höhe von 3352 m, 45 km nördlich von Huancayo. Administrativ gliedert sich die Stadt in die drei Distrikte Jauja (mit der Stadtmitte), Sausa und Yauyos.

## Geschichte
Nach der Eroberung Perus durch die Spanier machte Francisco Pizarro Jauja im April 1534 zur provisorischen Hauptstadt des Gouvernements Neukastilien. Mit der Gründung der neuen Hauptstadt Ciudad de los Reyes (Lima) durch Pizarro im Januar 1535, die den Vorzug der Nähe des Hafens von Callao hat, verlor Jauja schnell an Bedeutung, blieb jedoch Sitz eines Corregimiento in der Intendencia Tarma.

## Verkehr
In Jauja liegt der regionale Flughafen Aeropuerto Francisco Carlé der Region Junín.
Jauja liegt an der Bahnstrecke La Oroya–Huancavelica. Die Strecke führt am Stadtzentrum vorbei. Der Bahnhof der Stadt ist an die Strecke mit einem Gleisdreieck angeschlossen und ein Kopfbahnhof.

## Persönlichkeiten
- María Luisa Aguilar (1938–2015), Astronomin und Hochschullehrerin

## Literarische Rezeption
Jauja wurde von Hergé als „Jauga“ im Buch Der Sonnentempel als einer der Orte angezeigt, an dem die Jagd nach dem von Inkas entführten Professor Bienlein vorbeiführt.